# Златко Захович
Златко Захович е бивш словенски футболист.

## Биография и Кариера
Роден на 1 февруари 1971 в Марибор. Футболната си кариера Захович започва в юношеската формация на Ковинар (Марибор). След отлични отзиви на футболните специалисти за бъдещата кариера на Захович, младият словенец преминава в белгардския гранд Партизан. Трансферът на Захович се осъществява и благодарение на неговия съотборник от Ковинар Милко Джуровски, който дава отличини преференции за младия играч пред ръководството на Партизан. В редиците на белградския тим Захович прекарва четири години, като за известен период от време (1990-1991) е преотстъпен на Пролетер (Зренянин). За Партизан Златко Захович изиграва 37 мача, в които отбелязва шест гола.
През 1993 талантливия словенец е забелязан и привлечен в редиците на португалския Витория (Гимараеш), където играе три години. За времето от 1993 до 1996 г., Захович изиграва 73 мача, в които отбелязва 13 гола. Следващите три години Захович играе с фланелката на друг популярен португалски клуб - Порто. За „драконите“ от Порто Захович вкарва 27 гола за общо 74 мача. След прекарани шест години в Португалия Захович облича екипа на хита в европейските клубни турнири – Валенсия. С този клуб Захович играе финал за Шампионската лига през 2001 г. срещу Байерн (Мюнхен). След като в редовното време и продълженията двата отбора не могат да излъчат победител започва фиестата на дузпите. По-концентрирани при тяхното изпълнение са играчите на баварския клуб, като Захович също пропуска да отбележи единадесет метров наказателен удар. След един сезон прекаран по испанските терени, Захович отново се връща на португалска земя. През 2001 г. той подписва договор с лисабонския „Бенфика“. В португалския клуб Златко Захович приключва активната си състезателна дейност след като престоява на стадион „Луж“ четири години (2001-2005). За това време Захович изиграва 80 мача, в които е вкарал 17 гола.
За националния отбор на Словения Захович дебютира на 7 ноември 1992 г. в приятелски мач срещу Кипър. Националният отбор на Словения начело със Захович успешно преодолява квалификационните мачове за Европейското първенство през 2000 г. в Белгия и Холандия. По време на турнира Захович отбелязва три от общо четирите гола, вкарани от словенските футболни национали. През 2002 г. по време на Световното първенство по футбол в Южна Корея и Япония, Захович изиграва само един мач срещу Испания, след което напуска турнира, заради конфликт с националния селекционер Сречко Катанец. Последният си официален мач за националния отбор Захович изиграва срещу Швейцария на 28 април 2004 г. За националния отбор Захович е изиграл 80 мача, в които е отбелязал 35 гола.